# کینگ کورتیز
کینگ کورتیز (انگلیسی: King Curtis؛ ۷ فوریهٔ ۱۹۳۴ – ۱۳ اوت ۱۹۷۱) موسیقی‌دان اهل ایالات متحده آمریکا بود که بین سال‌های ۱۹۵۰ تا ۱۹۷۱ میلادی فعالیت می‌کرد.